# Lotharheiler Schiefer

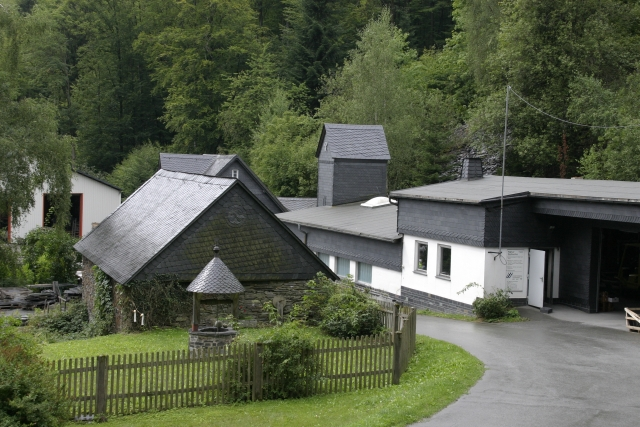
Schieferwerk Lotharheil

Der Lotharheiler Schiefer wird in Lotharheil, einem Gemeindeteil von Geroldsgrün in Oberfranken abgebaut. Es handelt sich um einen der wenigen Steinbrüche, die in Deutschland im Untertagebau betrieben werden. Das Gestein entstand im Unteren Karbon.

## Abbau
Lotharheiler Schiefer wird im einzigen in Betrieb befindlichen Schiefer-Steinbruch in Bayern gewonnen. Dort wurde bereits vor etwa 300 Jahren der Schiefer im Tagebau gefördert. 1857 wurde der niedrige Stollen, der heute 500 m lang und nur 1,70 m hoch ist, erstmals bergmännisch angefahren. Der Abbau des Gesteins geschieht durch Zündung von Schwarzpulver, das in mit Bohrgeräten hergestellte Bohrlöcher auf der Abbausohle eingebracht wird. Der Transport des gebrochenen Gesteins erfolgt mit einer der letzten Feldbahnen in Bayern mit der Spurweite 600 mm, die von einer Elektrolokomotive der Siemens-Schuckertwerke mit der Betriebsspannung von 36 Volt gezogen wird.
Es gibt bereits einen neuen, größeren Stollen, der mit einem Lastkraftwagen befahren werden kann.

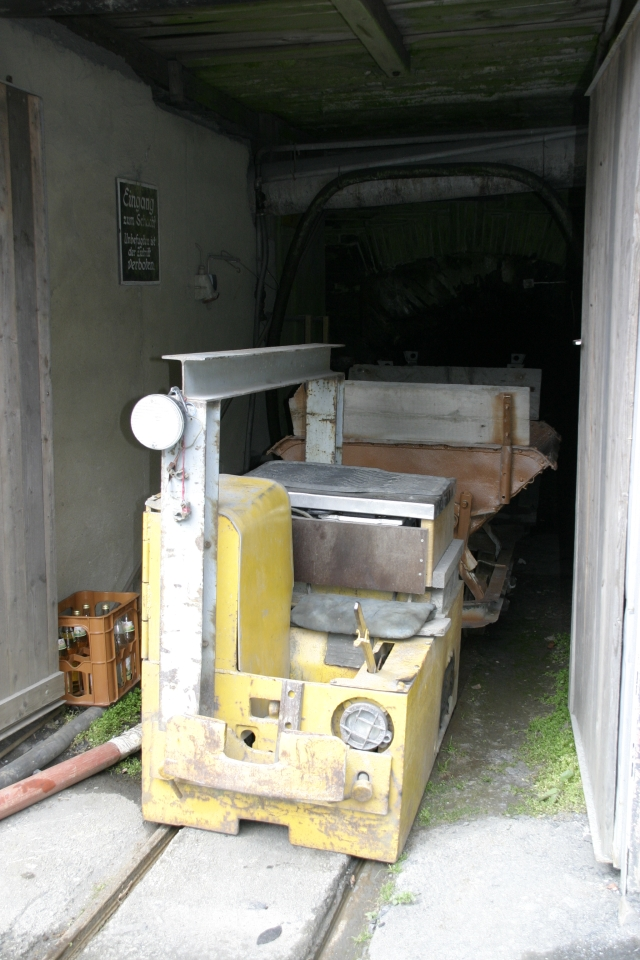
Alter Stollen in Lotharheil mit Grubenlok
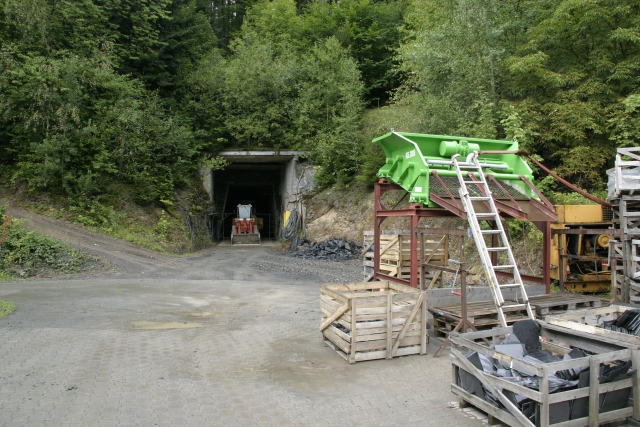
Neuer Stollen

## Geschichte
Alexander von Humboldt soll bereits 1792/1793 die Qualität dieses Schiefers erkannt haben, als er in der dortigen Gegend als Bergassessor tätig war. Die verliehenen Bergbaurechte auf 45 Hektar des unterirdischen Vorkommens sollen auf König Ludwig II. zurückgehen.
Das Abbaurecht wurde 1857 von Reichsrat Lothar Freiherr von Faber erworben, der seine damals bereits 100 Jahre bestehende Bleistiftfabrik in Nürnberg zu einem industriellen Betrieb ausbaute (heute Faber-Castell). Der Name des Schiefers geht auf seinen Vornamen zurück. Faber benötigte den Schiefer für die Herstellung von Schiefertafeln in seinem in Geroldsgrün gegründeten Betrieb. Da der geförderte Schiefer dafür zu hart war, verkaufte Faber das Bergwerk 1895. 1904 wurde es von dem Schieferdecker Christian Teichmann erworben, es ist noch im Besitz seiner Nachkommen.
Ende der 1960er-Jahre wurde die eigene Herstellung von Dach- und Wandschieferplatten aus wirtschaftlichen Gründen  aufgegeben und an andere Unternehmen vergeben. Diese Schieferprodukte sind bis heute lieferbar. Der Betrieb stellt Erzeugnisse unter dem Namen Lotharheiler Schiefer für den Garten- und Landschaftsbau, den Wohnbereich, als Grabsteine und als Schmuck her.

## Geologie
Diese Schieferlagerstätte ist Teil des Thüringischen Schiefergebirges, das sich geographisch über den südöstlichen Thüringer Wald und nordwestlichen Frankenwald erstreckt. Der Lotharheiler Schiefer entstand im Unterkarbon vor 330 bis 360 Millionen Jahren, als ein Meer das Gebiet des heutigen Frankenwalds bedeckte. Fern der Küste lagerten sich in großer Tiefe feinkörniger Quarzsand und Ton ab. Im Oberkarbon vor 300 bis 330 Millionen Jahren begann die Gebirgsbildung und durch die dabei entstehende Hitze und Druck entstand aus dem abgelagerten Ton ein Schieferton und schließlich eine Tonschieferschicht mit einer Mächtigkeit von 14 bis 20 Metern. Die Gesteinsschicht wurde in der Entstehungszeit gefaltet und schräg gestellt.

## Gesteinsbeschreibung und Mineralbestand
Der dunkelgraublaue Tonschiefer besteht aus einem besonderen Muskovit, dem Serizit (ein feinschuppiger Muskovit), Chlorit, Albit und einem hohen Quarzanteil. Diese Minerale und die in diesem Gestein in wechselnden Anteilen vorkommenden kohligen Bestandteile bestimmen seine Farbe.
Durch seinen hohen Anteil an Quarz ist dieser Naturwerkstein verschleißfest. Ferner zeichnet er sich durch eine hohe Dichte mit einer geringen Wasseraufnahme aus. Der Tonschiefer ist frost-, farb-, säure-, laugen- und hitzebeständig bis 300 °C. Durch die parallele Ausrichtung und die plattig eingelagerten Tonminerale ist er leicht spaltbar.